# NGC 3953
NGC 3953 es una galaxia espiral barrada que se encuentra a unos 46 millones de años luz de distancia en la constelación de la Osa Mayor.
NGC 3953 forma parte de un gran grupo de galaxias, Grupo M109, que puede contener más de 50 galaxias.
Dos supernovas se han identificado en esta galaxia: SN 2001dp y SN 2006bp.
Fue descubierta el 12 de abril de 1789 por el astrónomo William Herschel.